# Moussa Maâzou
Ouwo Moussa Maâzou (* 25. August 1988 in Niamey) ist ein nigrischer ehemaliger Fußballspieler.

## Karriere

### Verein
Ouwo Moussa Maâzou wurde in Niamey geboren und begann seine Karriere in den Jugendabteilungen von Sahel SC und AS Douanes de Lomé. 2004 gab er sein Debüt in der Profimannschaft von ASFAN Niamey. In der Saison 2005/06 gelangen ihm 17 Tore. In der darauffolgenden Saison 2006/07 erzielte er 20 Tore in 34 Spielen. Im Januar 2008 wurde er an den belgischen Verein Sporting Lokeren verkauft. ASFAN bekam angeblich für ihn eine Ablösesumme von 327 Millionen CFA-Franc BCEAO (ca. 490.500 Euro). Bis zum Saisonende brachte er es auf acht Ligaeinsätze und einem Tor am 31. Spieltag gegen Cercle Brügge. Am 3. Januar 2009 unterschrieb er einen Vertrag beim russischen Topklub ZSKA Moskau. Die Moskauer gaben 4,8 Millionen Euro für Maâzou aus, er wurde allerdings bis zum 1. Juni 2009 an seinen vorherigen Verein Sporting Lokeren verliehen. Nachdem die Russen das Achtelfinale des UEFA-Cups 2008/09 erreichten, wurde er nach Russland zurückgerufen und gehörte ab dem 12. März zum Kader des ZSKA Moskau an. Nach fünfzehn Spielen und drei Toren wurde er im Januar 2010 bis zum Saisonende an den französischen Verein AS Monaco ausgeliehen. Der Verein besaß dazu eine Kaufoption mit einer Ablösesumme von 4,5 Millionen Euro. Nach achtzehn Spielen und fünf Tore kehrte er nach Moskau zurück. Zur Saison 2010/11 wurde er für ein halbes Jahr an Girondins Bordeaux verliehen. Auch Bordeaux besaß eine Kaufoption. Nach Ablauf der Leihfrist wurde er im Januar 2011 gleich wieder zum AS Monaco ausgeliehen. Während der Saison 2011/12 wurde Maâzou an zwei verschiedene Vereine ausgeliehen. Das erste halbe Jahr spielte er für den SV Zulte Waregem, bei dem er allerdings nur vier Ligaspiele absolvierte. Von Januar bis Mai 2012 wurde er an den Le Mans FC verliehen. In Le Mans traf er in 15 Spielen zwei Mal. Anschließend wechselte er zum tunesischen Verein Étoile Sportive du Sahel. Nach einer Spielzeit zog es Maâzou nach Portugal zu Vitória Guimarães. Für die Spielzeit 2014/15 wechselte er zum Ligakonkurrenten Marítimo Funchal. Doch schon sechs Monate später ging er weiter zu Changchun Yatai nach China. Ab 2016 folgten weitere Stationen bei Randers FC, AC Ajaccio, RC Lens, Ohod Club und Sektzia Nes Tziona. Im Januar 2021 gab dann der luxemburgische Rekordmeister Jeunesse Esch die Verpflichtung des Stürmers bekannt. Nach anderthalb Spielzeiten ging er dann im Sommer 2022 weiter zum Ligarivalen FC Differdingen 03. Dort fiel Maâzou schnell in Ungnade, nachdem er in der 1. Qualifikationsrunde zur UEFA Europa Conference League nach zwei lustlosen Kurzauftritten gegen NK Olimpija Ljubljana im Rückspiel die Rote Karte sah. Ohne weitere Einsätze wechselte der Stürmer dann Ende August weiter zum französischen Amateurverein FC Bassin Piennois . Doch schon im Sommer 2023 kehrte er nach Luxemburg zum Drittligisten FC The Belval Belvaux zurück. Bis zur Winterpause erzielte er in zwölf Ligaspielen fünf Treffer, wurde anschließend jedoch nicht mehr eingesetzt. Seit dem 1. Juli 2024 ist der mittlerweile 36-jährige Stürmer erneut vereinslos.

### Nationalmannschaft
Maâzou ist seit 2008 Mitglied der nigrischen Nationalmannschaft. Sein Debüt gab er am 31. Mai 2008 in Kampala gegen Uganda. Sein erstes Länderspieltor erzielte er am 10. Oktober 2010 gegen Ägypten. Knapp einen Monat später, am 17. November 2010, folgte in einem Freundschaftsspiel gegen Libyen sein zweites Tor. Ab 2012 fühlte Maâzou die Mannschaft dann auch erstmals in unregelmäßigen Abständen als Kapitän auf das Feld. Bis zum März 2021 absolvierte er 54 Länderspiele und erzielte dabei 13 Treffer.